# Alberto Iglesias
Alberto Iglesias Fernández-Berridi (ur. 1955 w San Sebastián) – hiszpański kompozytor. Muzykę filmową komponuje od 1984 roku. Iglesias był dwukrotnie nominowany do Nagrody Akademii Filmowej za muzykę do filmów Chłopiec z latawcem i Wierny ogrodnik. Na stałe współpracuje z hiszpańskim reżyserem Pedro Almodovarem. Ponadto współpracował z takimi reżyserami jak: Imanol Uribe, Carlos Saura, John Malkovich i Oliver Stone. Studiował kompozycję oraz grę na fortepianie i gitarze w Barcelonie, San Sebastián i Paryżu. Od 2006 roku członek Amerykańskiej Akademii Sztuki i Wiedzy Filmowej.
W 2013 roku Alberto Iglesias był gościem 6. Festiwalu Muzyki Filmowej w Krakowie, a w 2004 roku gościł na XIV Międzynarodowym Festiwalu Teatralnym „Malta” w Poznaniu. Podczas festiwalu orkiestra pod dyrekcją Krzesimira Dębskiego wykonała muzykę z filmów Almodovara skomponowaną przez Iglesiasa. Komentarz kompozytora po koncercie:

Komponowanie muzyki do filmów pozwala mi na czerpanie natchnienia z różnych źródeł, od piosenek ulicy po kompozycje muzyki poważnej, dlatego lubię to robić.

## Filmografia
Opracowano na podstawie materiału źródłowego.

- Exodus: Bogowie i królowie (2014; reż. Ridley Scott)
- Szpieg (2011; reż. Tomas Alfredson)
- Dla niej wszystko (2010; reż. Paul Haggis)
- Przerwane objęcia (2009; reż. Pedro Almodóvar)
- Che. Rewolucja oraz Che. Boliwia (2008; reż. Steven Soderbergh)
- Chłopiec z latawcem (2007; reż. Marc Forster)
- Volver (2006; reż. Pedro Almodóvar)
- Wierny ogrodnik (2005; reż. Fernando Meirelles)
- Złe wychowanie (2004; reż. Pedro Almodóvar)
- Comandante (2003; reż. Oliver Stone)
- Porozmawiaj z nią (2002; reż. Pedro Almodóvar)
- Lucia i seks (2001; reż. Julio Médem)
- Wszystko o mojej matce (1999; reż. Pedro Almodóvar)
- Kochankowie z kręgu polarnego (1998; reż. Julio Médem)
- Drżące ciało (1997; reż. Pedro Almodóvar)
- Pokojówka z Titanica (1997; reż. Bigas Luna)
- Ziemia (1996; reż. Julio Médem)
- Kwiat mego sekretu (1995; reż. Pedro Almodóvar)

## Wybrane nagrody i wyróżnienia
- Nominacja do Złotego Globu w kategorii Najlepsza muzyka za film Chłopiec z latawcem (2007)[8]
- Nominacja do European Film Awards w kategorii Najlepsza muzyka za film Złe wychowanie (2004)
- Laur European Film Awards w kategorii Najlepsza muzyka za film Volver (2006)
- Nominacja do nagrody BAFTA w kategorii Najlepsza muzyka za film Wierny ogrodnik (2005)[9]
- Nominacja do nagrody BAFTA w kategorii Najlepsza muzyka za film Chłopiec z latawcem (2007)
- Nominacja do World Soundtrack Awards w kategorii Soundtrack Composer of the Year za film Złe wychowanie (2004)
- Laur World Soundtrack Awards w kategorii Best Original Soundtrack of the Year za film Wierny ogrodnik (2005)
- Laur World Soundtrack Awards w kategorii Soundtrack Composer of the Year for za film Wierny ogrodnik (2005)
- Nagroda Goya za najlepszą muzykę:
  - 1994:Ruda wiewiórka
  - 1997:Ziemia
  - 1999:Kochankowie z kręgu polarnego
  - 2000:Wszystko o mojej matce
  - 2002:Lucia i seks
  - 2003:Porozmawiaj z nią
  - 2007:Volver
  - 2010:Przerwane objęcia
- Nagroda na MFF w Cannes Nagroda za najlepszą muzykę: 2006:Wierny ogrodnik
- Nagroda na MFF w Wenecji Nagroda im. Nino Roty: 2002:Tancerz